# Безька тайфа
Безька тайфа (ісп. і порт. Taifa de Beja) — в 1144–1150 роках ісламська монархічна держава на Піренейському півострові зі столицею в місті Бежа. Арабською — емірат Бажа.

## Історія
З кінця 1130-х років відбувається ослаблення держави Альморавідів на Піренейському півострові. Це призвело, з одного боку, до нового тиску християнських держав, з другого — до численних повстань і заколотів. Один з потужних повстанських загонів очолювали Сідрай аль-Вазир та Ібн Мундир. Спочатку вони захопили Бадахос, а 1144 року — Бежа (Бажа). Тут став правити аль-Вазир. Ібн Мундир отримав місто Ябура, внаслідок чого цю державу часто йменують емірат Бажа і Ябури.
Утворення не було міцним, оскільки його правителі воювали з сусідами. 1146 року португальці зуміли на нетривалий час захопити Ябуру. 1150 року внаслідок невдалого повстання проти Альмохадів, що зміцнилися на той час на Піренеях, Сідрая було повалено, а невдовзі ліквідовано саму Безьку тайфу.

## Еміри
- Сідрай аль-Вазир (1144—1150)
- Абу Валід ібн Мухаммад аль-Мундир (1150)